# Seixo do Côa
Seixo do Côa is een plaats (freguesia) in de Portugese gemeente Sabugal en telt 233 inwoners (2001).